# Can Dalmases (Cabrera de Mar)
Can Dalmases, també conegut pel nom de Can Ros, Cal Conde o Can Vilardaga, és una masia de Cabrera de Mar (Maresme) catalogat com a bé cultural d'interès local.

## Història
Es tracta de la casa dels senyors de Cabrera, documentada per primer cop el 1231. El 1529 va ser comprada per Pau Ros, i el seu descendent Francesc Ros, un important flequer, casà la seva filla Caterina amb el mercader Pau Dalmases i Castells. El seu fill Pau Ignasi de Dalmases i Ros la va fer reformar, tal com testimonia la data gravada a la façana posterior (1676). La construcció afegida és del 1747, data gravada al cartell d'un dels rellotges de sol.
El 1924, passà a mans de mans d'Antoni Clavé i Nadal i Carme Gil i Llopart, comtes de Vilardaga, oncles dels actuals propietaris.

## Descripció
Consta de planta baixa, pis i golfes, amb teulada a quatre vessants. Fou començat amb tres cossos i s'amplià amb dos més. A la façana posterior de la part sud-est fou adossada una nova construcció destinada a serveis. A l'esquerra de l'entrada hi ha una escala. Al fons, prenent tota l'amplada de la casa, hi ha el celler amb amples arcades. El portal principal és rodó i dovellat, les finestres i elements de pedra de granit. Al costat del menjador hi ha un petit oratori. La casa té una gruta.